# ديلفين أو
ديلفين أو (بالفرنسية: Delphine O) هي سياسية فرنسية من حزب الجمهورية إلى الأمام! ولدت في يوم 25 ديسمبر 1985 في بلدة مونت سان إينان لأب كوري وأم فرنسية. أكملت دراسة العلاقات الخارجية في جامعة بانتيون سوربون. خدمت كعضوة في الجمعية الوطنية الفرنسية من سنة 2017 إلى سنة 2019. يشغل شقيقها سيدريك أو منصب وزير الدولة للقسم الديجيتالي.